# Росланец, Францишек
Франци́шек Росла́нец (пол. Franciszek Rosłaniec; 19 декабря 1889, Высмежице, Мазовецкое воеводство — 14 октября 1942, Дахау, Бавария) — блаженный Римско-католической церкви, священник, мученик, профессор кафедры теологии Варшавского Университета, библеист. Входит в число 108 блаженные польские мученики, беатифицированных римским папой Иоанном Павлом II во время его посещения Варшавы 13 июня 1999 года. 

## Биография
Изучал теологию в Риме, где в 1914 году принял сан священника. После возвращения в Польшу занимался преподавательской деятельностью на кафедре теологии Варшавского Университета. Был арестован Гестапо в ноябре 1939 года и интернирован в концентрационный лагерь Заксенхаузен, после — а концлагерь Дахау, где погиб в октябре 1942 года в газовой камере.

## Прославление
13 июня 1999 года был беатифицирован римским папой Иоанном Павлом II вместе с другими польскими мучениками Второй мировой войны.
День памяти — 12 июня.